# Кіпніс Менахем
Менахем Кіпніс (1878 в Ушомирі, 15 травня 1942 у Варшаві) – польськомовний єврейський кантор, журналіст, публіцист, сатирик та фейлетоніст, автор пісенних текстів, фотограф, співак, популяризатор та знавець єврейської музики, громадський діяч, член Союзу Польських Письменників.

## Життєпис
Народився в 1878 році в містечку Ушомир, Волинської губернії (нині Україна), в родині місцевого кантора Юше Кіпніса. Коли помер батько, йому було 8 років. З того часу виховувався в родині старшого брата Пейсі. Пейсі був кантором в чорнобильській синагозі і навчав Менахема співу. До 14 років навчався в талмуд-торі та співав голосом альт в хорі чорнобильського бейт-гамідрашу (молитовного будинку-школи при синагозі). В 16 років після зміни голосу почав співати тенором в житомирській синагозі. В Житомирі почав серйозно вивчати музику. Невдовзі переїхав до Новограда-Волинського, де став солістом хору кантора Берла Мулієра. Короткий час співав у Бердичеві в хорі кишинівського кантора Нісна Белцера. І нарешті його прийняли до хору Зейделя Ровнера, з яким об'їхав цілу Литву, Польщу, Поділля та Волинь. Кіпніс займався самоосвітою, для чого вступив до заочної музичної школи кантора Абраама Бера Бірнбаума в Ченстохові, з яким виступав разом у синагогах. 
В 1901 році Кіпніс поїхав до Варшави, де вступив до варшавської музичної консерваторії, а також брав приватні уроки в композитора М. Бенсмана. В 1902 році він першим серед євреїв був прийнятий по конкурсу до хору Варшавської опери, в якому співав протягом наступних 16 років.